# Кинеска мрежа дубоког свемира
Кинеска мрежа дубоког свемира  (акроним CDSN од енг. Chinese Deep Space Network, кинески: 中國深空網 / 中国深空网, пинјин: Zhōngguó Shēnkōng Wǎng)је глобална мрежа великих параболичних антена и постројења за комуникацију која подржавају међупланетарне свемирске летелице. Такође се баве радио-астрономским и радарским опсервацијама. У Народној Републици Кини, „дубоки свемир“ или 深 空 се дефинише као било шта што је даље од 80.000 км, или изнад максималне орбите комуникационих и извиђачких сателита под надзором сателитског контролног центра Ксијан. Иако је најпознатија употреба ове мреже у кинеској лунарној мисији, она се све више користи за подршку будућим мисијама на Месец и Марс (као што је мисија Тјанвен-1).
Друге мреже сличне намене, као ова у Кини, су дубока мрежа Сједињених Америчких Држава, дубока мрежа европске свемирске агенције (ESTRACK), Совјетска мрежа дубоког свемира и Индијска мрежа дубоког свемира.

## Историја
Стварање ове мреже повезано је са развојем прве кинеске мисије на Месец са сателитом Chang'e 1 који је лансирана новембар 2007. године.
У пролеће 2006. године започели су радови на изградњи прве сателитске антене пречника 40 метара на кинеској територији на врху планине Феникс у близини Кунминга у Јунану. Друга антена, пречника 50 метара, накнадно је изграђена у близини Пекинга.
Кина је почетком 2015. године потписала споразум са Аргентином о изградњи треће антене на територији ове земље у провинцији Неукен у Патагонији, са кључним циљ је да се помогне Кини да прошири свој свемирски програм, укључујући и кинеска лунарна истраживања. Пекинг је такође обећао Аргентина да ће добити приступ стратешким информацијама у вези са будућим сателитским праћењима.
Током својих лунарних мисија, Кина је користила ESTRACK мрежу Европске свемирске агенције са којом Кина има договоре о комуникацији са својим свемирским сондама.

### Станице којима управља војска
Антене, које се углавном користе за свемирска путовања, подређене су сателитском управљачком центру Сијан Народноослободилачке војске Кине. За разлику од станица астрономских института, станице Народноослободилачке војске имају и предајнике и пријемнике. Прве две станице изграђене су у Кашгару и Гиамусију и првенствено су дизајниране за потребе свемирских путовања, када су почев од сонде Chang’e-3 преузеле праћење и контролу лунарних сонди. Обе станице имају Делта ДОР за прецизно позиционирање свемирских летелица и задовољавају стандарде Консултативног одбора за свемирске системе података, тако да омогућавају размењивање податке са другим свемирским агенцијама путем дефинисаних интерфејса. 
Станица Запала у Аргентини такође је под војном контролом. Локације се бирају што је могуће даље, јер дужа основна линија омогућава прецизније одређивање положаја.
Станица Кашгар добила је три додатне 35 м антене за мисију Тјанвен-1 (Марс 2020. године). Она се може повезати са другим аантенама, тако да антене заједно постижу перформансе 66-метарске станице из Гиамусија. 
У јулу 2020. године завршени су грађевински радови на све три нове антене.  Након прилагођавања и уклањања грешака у рачунарским системима, систем је почео да ради редовно средином новембра 2020. године и сада се не користи само за мисију Марс, већ и за контролу корисног терета на месечевој сонди Chang'e-4 а посебно његовог ровера Jadehase 2. Контролу неколико мисија истовремено омогућава чињеница да четири антене не функционишу само као међусобно повезани низ, већ могу да раде и независно једна од друге. 